# Ahlem Belhadj
Ahlem Belhadj (Korba, 1964-11 de marzo de 2023) fue una psiquiatra infantil tunecina y profesora agregada de medicina, conocida por su militancia en favor de la democracia en Túnez. Ejerció en dos ocasiones la presidencia de la Asociación Tunecina de Mujeres Demócratas creada en 1989.

## Biografía

### Formación y recorrido profesional
Nace en 1964 en Korba, en la costa mediterránea, en la región del cabo Bon. Su padre fue profesor y alcalde de la ciudad durante 20 años. Fue deportista y durante su adolescencia vistió el mallot del equipo nacional de atletismo en salto en longitud y la carrera de los 100 metros.
En 1982, fue admitida en la Facultad de Medicina de Túnez. Prosiguió sus estudios de medicina y se especializó en psiquiatría infantil. Finalmente se convirtió en profesora de la facultad de medicina de Túnez.

### Compromisos institucionales y políticos
Su primer contacto con el activismo militante fue el 8 de marzo de 1983, Día Mundial de la Mujer, junto a Saida Rached Aoun, antes de incorporarse activamente a las filas de la izquierda reivindicando la celebración del 18º congreso extraordinario de la UGET. 
Comenzó a militar al seno de la Unión general de estudiantes de Túnez, acompañada de Sadri Khiari, Olfa Lamloum, y Jalel Ben Brik Zoghlami, su futuro marido y hermano del periodista y escritor Taoufik Ben Brik. En 1992, se incorporó la Asociación Tunecina de Mujeres Demócratas (ATFD) creada en 1989, bajo la presidencia de Hédia Jerad y formó parte de la dirección. Ejerció dos mandatos presidenciales, por lo que recibió en nombre de la asociación el Premio Simone de Beauvoir para la libertad de las mujeres en 2012.
En 1993, se casó con Jalel Ben Brik Zoghlami, un jurista que ve rechazado el acceso a la profesión de abogado, por ser el hermano de Taoufik Ben Brik, considerado enemigo del régimen de Zine El Abidine Ben Ali. Abandonó provisionalmente Túnez por Francia; incluso realizó un complemento de formación en la Universidad Pierre y Marie Curie en París, y obtuvo un diploma de estudios especializados en psicopatología cognitiva. De regreso a Túnez, con su actividad profesional asume las necesidades de la familia con dos hijas de corta edad, continuando su militancia. En 2004, asumió la presidencia de la ATFD, por dos años. Poco tiempo después, su marido es encarcelado durante ocho meses.
En 2010 y 2011, participó en las manifestaciones de la revolución tunecina que conducen, en enero de 2011, a la salida del presidente Ben Ali. En 2012, se convirtió en presidenta de la ATFD puesto que ocupó hasta en enero de 2016.